# Volksbank-Raiffeisenbank Glauchau
Die Volksbank-Raiffeisenbank Glauchau eG ist eine Genossenschaftsbank mit Sitz in der sächsischen Stadt Glauchau im Landkreis Zwickau.

## Geschichte
Die heutige Volksbank-Raiffeisenbank Glauchau eG wurde am 22. November 1860 als Genossenschaftsbank in Glauchau gegründet und entstand im Jahr 2000 durch die Dreierfusion der Volksbank Glauchau eG, der Raiffeisenbank Glauchau eG (beide mit dem Sitz in Glauchau) sowie der Raiffeisenbank Hohenstein-Ernstthal eG mit dem Sitz in Hohenstein-Ernstthal.

## Rechtsverhältnisse
Die Volksbank-Raiffeisenbank Glauchau eG ist im Genossenschaftsregister beim Amtsgericht Chemnitz unter GnR 70 eingetragen.

## Organisationsstruktur
Rechtsgrundlagen sind das Genossenschaftsgesetz und die durch die Vertreterversammlung beschlossene Satzung. Organe der Bank sind der Vorstand, der Aufsichtsrat und die Vertreterversammlung.

## Sicherungseinrichtung
Die Volksbank-Raiffeisenbank Glauchau eG ist der amtlich anerkannten Sicherungseinrichtung des Bundesverbandes der Deutschen Volksbanken und Raiffeisenbanken GmbH und der zusätzlichen freiwilligen Sicherungseinrichtung des Bundesverbandes der Deutschen Volksbanken und Raiffeisenbanken e.V. angeschlossen.

## Geschäftsausrichtung
Die Volksbank-Raiffeisenbank Glauchau eG betreibt das Universalbankgeschäft. Im Verbundgeschäft arbeitet sie mit der DZ Bank, R+V Versicherung, Bausparkasse Schwäbisch Hall, Teambank, VR Leasing, DZ Hyp und der Union Investment zusammen.

## Geschäftsgebiet
Das Geschäftsgebiet liegt im Norden und Osten des Landkreises Zwickau.
An diesen Orten betreibt die Bank Filialen:
- Glauchau (Hauptstelle, jur. Sitz)
- Meerane (Geschäftsstelle)
- Hohenstein-Ernstthal (Geschäftsstelle)
- Waldenburg (Geschäftsstelle)
- Lichtenstein/Sa. (Geschäftsstelle)
- Falken (Geschäftsstelle)